# Addu (atol)

Addu (zvaný také Seenu podle písmene maledivské abecedy, které svým tvarem připomíná) je korálový atol v Indickém oceánu, patřící republice Maledivy. Je jedinou částí státu ležící jižně od rovníku, od hlavního města Malé je vzdálen přes 500 km.

## Administrativní dělení
Od roku 2010 tvoří některé obývané ostrovy celek zvaný Město Addu (Addu City). Město má pět městských části tvořených ostrovy Hithadhoo, Maradhoo-Feydhoo, Maradhoo, Hulhudhoo a Meedhoo. Je to jedno ze dvou měst na Maledivách (tím druhým je Malé).

## Geografie

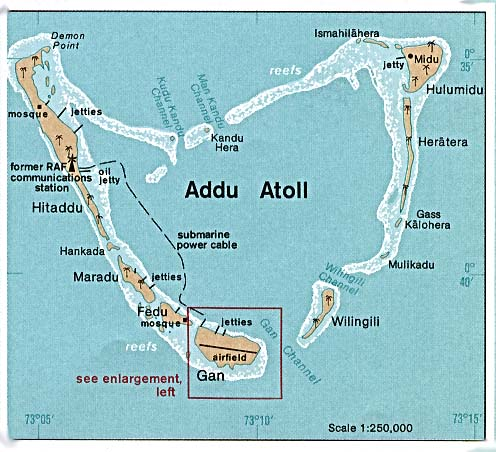
Mapa Addu

Atol má rozlohu 15,7 km čtverečních a okolo 30 000 obyvatel. Je tvořen 23 ostrovy, z nichž nejdůležitější a nejlidnatější jsou Hithadhoo, Maradhoo a Gan. Hlavním městem je aglomerace ostrova Hithadhoo zvaná Město Addu, která je s 18 000 obyvateli druhým největším městem celých Malediv. Na ostrově Gan je mezinárodní letiště. Atol tvoří nízké ostrovy s písečnými plážemi. Hovoří se zde místním dialektem, který je značně odlišný od spisovné divehi. Základem ekonomiky je pěstování kokosových palem a turistika. Addu nabízí návštěvníkům klid a zachované domorodé tradice, potápěči mohou navštívit vraky válečných lodí u pobřeží ostrova.  Archivováno 4. 4. 2011 na Wayback Machine.

## Spojená suvadivská republika

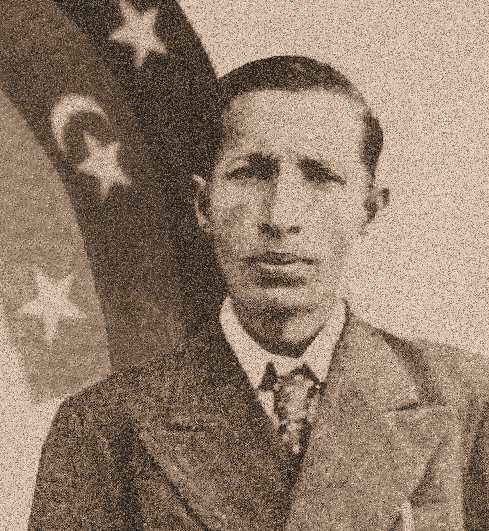
Abdulláh Afíf Didi se státní vlajkou

Za druhé světové války vybudovali Britové na ostrově Gan vojenské letiště, které od roku 1956 používali jako strategickou vojenskou základnu. Maledivy byly tehdy britským protektorátem, ale když se stal předsedou vlády Ibrahim Násir, požadoval plnou nezávislost a vyklizení základny. Britové proto podporovali místní aristokracii, které se nelíbily centralizační snahy vlády. Ostrované se navíc báli ztráty dobře placeného zaměstnání na základně. Vojenský tlumočník Abdulláh Afíf Didi vyhlásil 3. ledna 1959 nezávislost Spojené suvadivské republiky. Vedle Addu ji tvořily sousední atoly Huvadu a Fuvamulaku, které mají společný dialekt, kulturu a historii. Násir protestoval u britské vlády, která v roce 1960 uznala nedělitelnost Malediv, za to dostala možnost užívat letiště Gan do doby, než bude hotová základna Diego García. Spojená suvadivská republika definitivně zanikla 23. září 1963. Suvadivští aktivisté dostali na základě dohod rozsáhlou amnestii, Abdulláh Afíf Didi se pod britskou ochranou uchýlil na Seychely, kde žil až do své smrti roku 1993. Maledivy získaly samostatnost v roce 1965, Britové odešli z Ganu v roce 1976.  Archivováno 14. 2. 2013 na Wayback Machine.